# Мулай-Идрис
Мулай-Идрис или Мулай-Идрис-Зерхун (араб. مولاي إدريس‎) — город в северном Марокко, раскинувшийся на двух холмах у подножия горы Зерхун. Он знаменит расположенной в нём гробницей Идриса I, первого важного мусульманского правителя Марокко, в честь которого и назван город. Мулай-Идрис находится недалеко от Мекнеса, в нескольких километрах от руин Волюбилиса.

## История

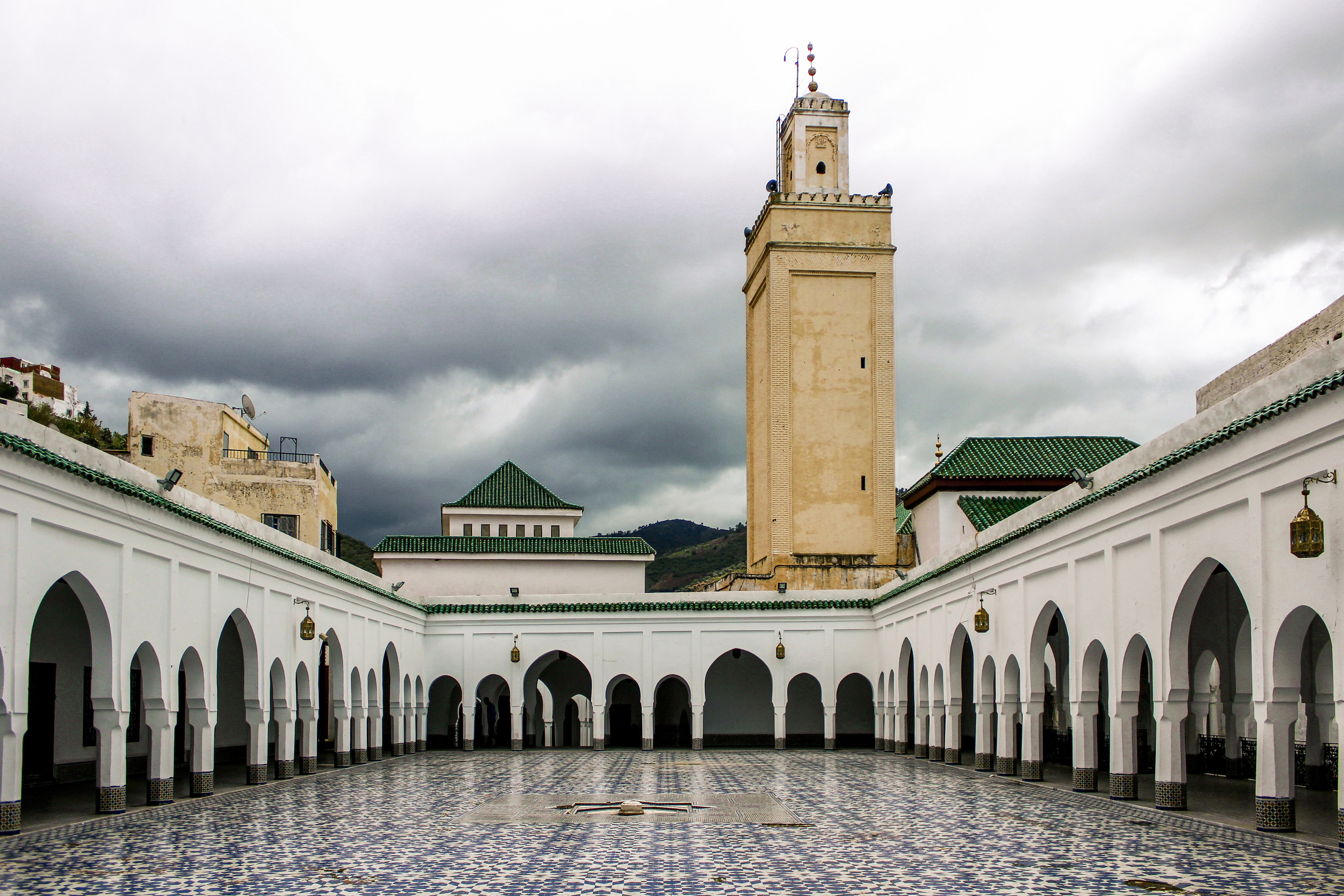
Внешний двор Завии Мулай-Идриса.

Идрис I (известный также как Мулай-Идрис) был потомком пророка Мухаммеда, который бежал с территории, контролируемой Аббасидами, после битвы при Фахе, так как он поддерживал побеждённых шиитских мятежников. Он обосновался в Уалили (Волюбилис), бывшем римском городе, который к тому времени был населён преимущественно берберами и небольшим количеством иудеохристиан. Идрис использовал свой статус потомка Мухаммеда для заключения союза с местными берберскими племенами (в частности, с племенем авраба) в 789 году и быстро стал важнейшим религиозным и политическим лидером в регионе. Поскольку старое место римского Волюбилиса находилось на открытой равнине и считалось уязвимым, новое поселение было основано на несколько километров выше по направлению к горам, предположительно у нынешнего города Мулай-Идрис. В итоге римский город был окончательно заброшен:22.
Идрис I умер в 791 году, возможно, будучи отравленным по приказу аббасидского халифа Харуна ар-Рашида, незадолго до рождения его сына Идриса II. Как только последний достиг совершеннолетия и официально вступил в должность правителя в 803 году, он продолжил начинания своего отца и значительно расширил власть нового Идрисидского государства. В итоге династия Идрисидов имело центральное значение для ранней исламизации Марокко, сформировав первое подлинное «исламское» государство, консолидировавшее власть на большей части своей территории. Они также основали важный город Фес, расположенный примерно в 50 километрах от Мулай-Идриса, который стал столицей Идрисидов при Идрисе II.
Ранняя история Мулай-Идриса мало изучена историками. Мавзолей Идриса I, вероятно, существовал на этом месте, возвышаясь над Волюбилисом (Уалили) после его смерти. Гробница, вероятно, была помещена внутри куббы (общий термин для обозначения купольного здания или сооружения), и название Уалили в конечном итоге было замещено наименованием Мулай-Идрис. Некоторые враждебные Идрисидам правители в Фесе X века утверждали, что Идрис II также был похоронен здесь (а не в его предполагаемой гробнице в самом Фесе), хотя более распространённой позицией является та, что он был похоронен в Фесе, где его мавзолей и мечеть все ещё являются местом поклонения.
Несмотря на то, что город рано стал местом паломничества, после правления Идриса II его быстро затмил Фес, ставший важнейшим городом региона. Популярность Идриса I и его сына как мусульманских «святых» и деятелей национального значения не была постоянной на протяжении всей истории Марокко, и их статус значительно снизился после заката власти Идрисидов в X веке. Альморавиды, следующая крупная марокканская династия, правившая после них, были враждебно настроены к культу святых и другим практикам при их более строгих взглядах на ислам. Только в период Маринидов, начиная с XIV века, основатели династии Идрисидов вновь стали прославляться, а их религиозное значение вновь возросло. Одним из первых признаков этого было предполагаемое повторное обнаружение останков Идриса I в 1318 году в Мулай-Идрис-Зерхуне, что, по-видимому, вызвало некоторую сенсацию среди местного населения и привлекло внимание маринидских властей:180. В то же время был учреждён и начал обретать форму мусем (ежегодный религиозный праздник), отмечавшийся в августе в честь Мулая-Идриса I:100.
Сам мавзолей, по-видимому, мало изменился за многие столетия. При шерифских династиях Марокко, Саадитах и особенно Алауитах, которые также заявляли о своем происхождении от пророка Мухаммеда, статус Идриса I и Идриса II как основополагающих фигур в марокканской истории был ещё более возвышен для укрепления легитимности собственных новых династий. Мулай Исмаил ибн Шериф, могущественный и долго правивший алауитский султан (с 1672 по 1727 год), приказал снести существовавший мавзолей и перестроить его в большем масштабе. Для этой цели были приобретены соседние дома. Строительство продолжалось с 1719 по 1721 год. По окончании строительства Мулай Исмаил распорядился, чтобы хутба (пятничная проповедь) регулярно совершалась в мечети мавзолея, что сделало её главной пятничной мечетью города. В 1822 году алауитский султан Мулай Абд ар-Рахман (Абд ар-Рахман) приобрёл ещё один участок, примыкающий к мавзолею, чтобы перестроить мечеть в ещё большем и масштабе. При султане Мухаммеде IV, правившем в 1859—1873 годах, к убранству мавзолея были добавлены скусные керамические украшения, выполненные мекнесским мастером Ибн Махлуфом.
После обретения Марокко независимости в 1956 году мавзолей был отремонтирован, а мечеть вновь увеличена при короле Мухаммеде V и его сыном Хасане II. И по сей день гробница Идриса остаётся местом паломничества и центром популярного муссема (религиозного праздника), проводимого каждый август. Расшитое золотом покрывало над его могилой регулярно заменяется каждые один или два года во время специального ритуала, в котором принимают участие религиозные и политические деятели. Из-за своего статуса святого города и святилища Мулай-Идрис был закрыт для немусульман до 1912 года, которые также не могли оставаться на ночь в нём до 2005 года.
С 1995 года Мулай-Идрис=Зерхун входит в предварительный список объектов Всемирного наследия ЮНЕСКО.

## География
В настоящее время город находится в области Фес-Мекнес. С 1997 по 2015 год, до административной реформы в стране, он относился к области Мекнес-Тафилалет. Руины берберского и римского города Волюбилис находятся всего в пяти километрах от Мулай-Идриса. Идрис I заимствовал множество материалов из него при возведении своего города. Ещё дальше находятся города Мекнес (около 28 км по дороге) и Фес (около 50 км).
Город раскинулся на двух соседних предгорьях гор Зерхун, Хибер и Тасга, образующих два главных района города. Между ними находится мавзолей и религиозный комплекс Мулай-Идрис. Хибер — самый высокий из двух холмов, и с его вершины открывается вид на религиозный комплекс и остальную часть города. Мечеть Сентисси и мавзолей-мечеть Сиди Абдаллаха эль-Хаджама также расположены недалеко от вершины холма Хибер.

## Достопримечательности

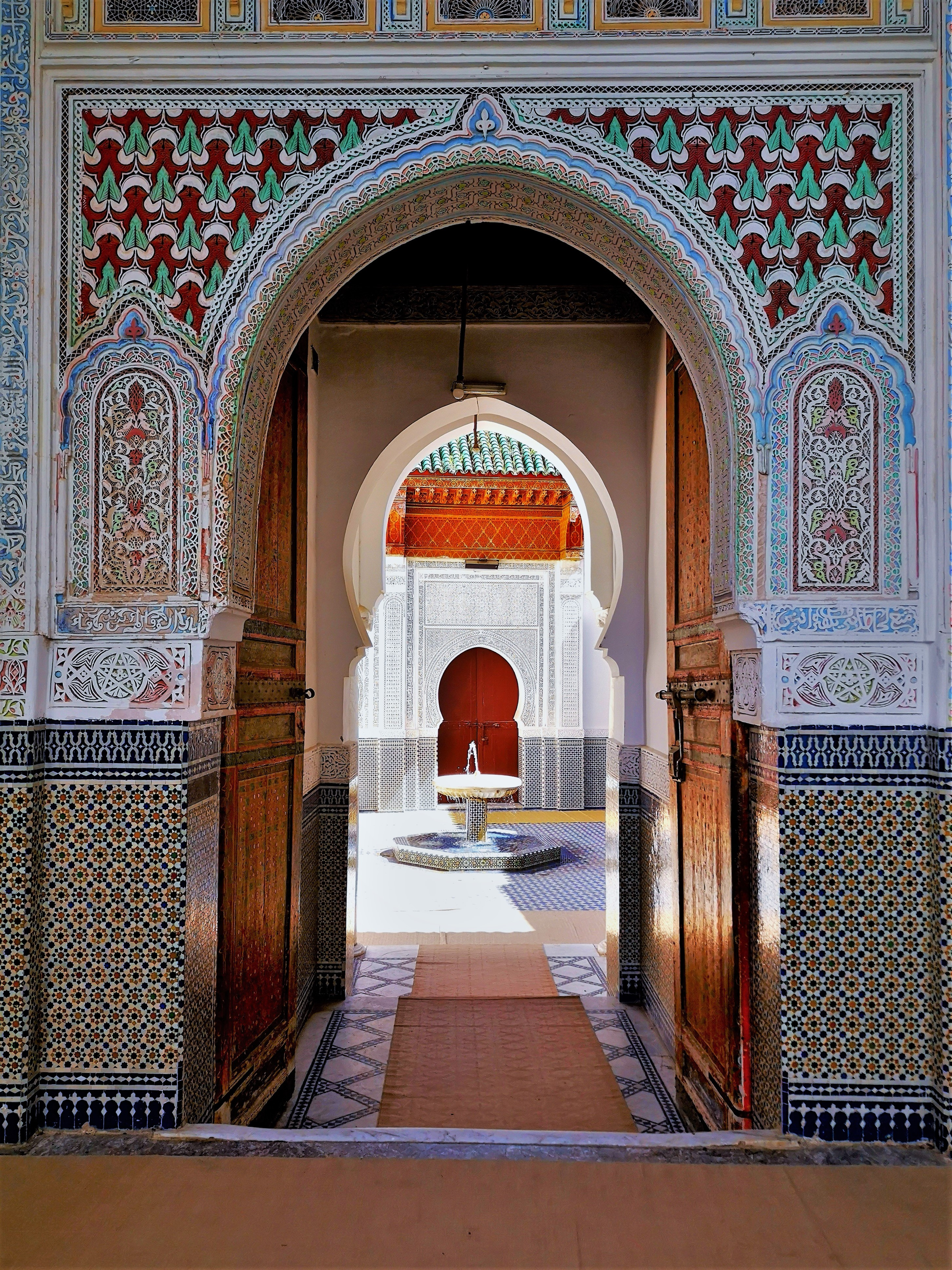
Вход в завию.

### Завия Мулай-Идриса I
Завия (религиозный комплекс, включающий мавзолей, мечеть и другие строения) Мулай-Идриса расположена в центре города со входом у главной городской площади. От него по длинному коридору идёт путь к главному зданию, представляющему собой мавзолей, узнаваемый издалека по его огромной пирамидальной крыше, покрытой зелёной черепицей, а также к территории мечети. Там же находится высокий минарет с четырёхгранным стволом, типичный для марокканской архитектуры. Убранство комплекса богато и датируется периодом Алауитов, в том числе XX веком. Завия закрыта для немусульман.

### Цилиндрический минарет
Мечеть Сентисси, построенная в 1939 году местным жителем после своего возвращения из хаджа в Мекку, по некоторым сведениям обладает единственным цилиндрическим минаретом в Марокко. Он покрыт фоном из зелёных плиток с сурой из Корана, написанной белыми арабскими буквами в куфическом стиле. Мечеть ныне служит школой по изучению Корана (медресе) и упоминается также как Медерса-Идрис.